# Princípios da administração pública
Os princípios da administração pública são regras que visam garantir um bom desempenho do serviço público. No Brasil, elas estão presentes no Art. 37 da Constituição Federal de 1988. Os princípios são:
- Legalidade
- Impessoalidade
- Moralidade administrativa
- Publicidade
- Eficiência

De acordo com a Lei n° 8.429, de 2 de junho de 1992, também conhecida como Lei de Improbidade Administrativa, atentar contra os princípios da Administração Pública é considerado ato de improbidade administrativa. 
No entanto, em 16/06/2021 foi aprovado na Câmara dos Deputados o Projeto de Lei 10887/18, que altera a lei de improbidade e passa a considerar improbidade apenas crimes em que há dolo, o que gerou questionamentos por parte da sociedade civil  . Este projeto ainda está pendente de votação no Senado e sanção pela Presidência da República.